# ボリュステネスのビオン
ボリュステネスのビオン（古代ギリシア語: Βίων Βορυσθενίτης, Bion of Borysthenes, 紀元前325年頃 - 紀元前250年頃）は、古代ギリシアの哲学者。奴隷として売られた後、解放され、アテナイに移り、そこで学べるだけの哲学の学派を学んだ。キュニコス派的なスタイルの著書『非難』では、人間の愚かさを風刺したばかりか、神をも攻撃した。

## 生涯
ビオンはボリュステネス川（Borysthenes。現ドニエプル川）の河口に近い、黒海沿岸北部のオルビア（Olbia、イタリアのオルビアとは別の街）の出身。紀元前325年頃に生まれ、紀元前250年に亡くなったとされるが、正確な日付はわからない。ストラボンは紀元前275年生まれのエラトステネスの同時代人と言う。
ディオゲネス・ラエルティオスによると、庇護者であったマケドニア王国の王アンティゴノス2世ゴナタスに出自を聞かれ、ビオン自身は次のように語ったと言う。自分の父親は解放奴隷で塩魚を売買していた。母親は売春婦だった。父親の犯した罪のために家族全員奴隷として売られた。ビオンはある修辞学者に買われ、その遺産を譲られた。パトロンの蔵書を焼き払い、アテナイに行き、哲学者となった。
彼はほとんどの哲学の学派を受け入れた。最初はアカデメイア派で、クセノクラテスの弟子だった。それから（おそらくテーバイのクラテスについて）キュニコス派になり、さらにキレネ派の哲学者テオドロスについた。テオドロスの無神論はビオンに多大な影響を与えた。最終的には、逍遥学派（ペリパトス派）のテオプラストスの弟子となった。当時のソフィストのように、ビオンはギリシアからマケドニアにかけて旅をし、庇護者であったアンティゴノス2世の宮廷の文学サークルに入った。その後は、ロドス島で哲学を教え、エウボイア島のカルキスで亡くなった。

## 哲学
ビオンはかなり頭の切れが良かったようだが、誰にでも何にでも攻撃した。基本的には人気作家で、『非難』では人間の愚かさを風刺した。貧困と哲学を賞賛する一方で、神々・音楽家・幾何学者・占星術師・金持ちを攻撃し、祈りの有効性を否定した。ビオンは犯罪を慎むために欲望を抑えたソクラテスを軽蔑し、神の存在を信じなかった。ビオンの教義の多くは、3世紀のキュニコス派の哲学者テレス（Teles）や、ディオゲネス・ラエルティオス、ストバイオス（Stobaeus）によって伝えられている。
ビオンの影響は、たとえばメニッポスの風刺などに引き継がれた。
ホラティウスの『書簡集』には、ビオンの風刺と痛烈な機智が紹介されている。
- ケチは富を所有しているのではなく、富に所有されている。
- 不信心はだまされやすさの反対。
- 強欲は悪徳の中心。
- 良き奴隷は実は自由、悪い自由人は実は奴隷。

キケロの『トゥスクルム談義』にもビオンの次の言葉が残されている
- 悲しい時、髪をひちきぎっても無駄である。悲しみはハゲで癒されないから。